# 赫雷基夫卡
49°14′45″N 37°54′54″E / 49.24583°N 37.91500°E
赫雷基夫卡（羅馬化：Hrekivka），2016年前名為彼得里夫斯凱（羅馬化：Petrivske），是位於烏克蘭東部的村莊，由盧甘斯克州斯瓦托韋區的克拉斯諾里琴斯凱市鎮負責管轄。該村始建於1961年，面積0.65平方公里，海拔高度110米，2001年人口53，2024年人口1。